# Suède au Concours Eurovision de la chanson 1961
La Suède a participé au Concours Eurovision de la chanson 1961, alors appelé le « Grand prix Eurovision de la chanson européenne 1961 », à Cannes, en France. C'est la 4e participation suédoise au Concours Eurovision de la chanson.
Le pays est représenté par la chanteuse Lill-Babs, choisie en interne et la chanson April, april, au moyen d'une finale nationale, toutes deux sélectionnées par la Sveriges Radio.

## Sélection

### Eurovisionsschlagern svensk final

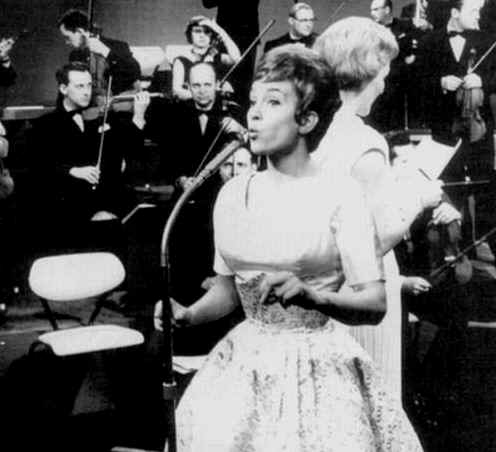
Siw Malmkvist interprète la chanson April, april lors de la finale nationale suédoise de 1961.

Le radiodiffuseur suédois, Sveriges Radio, organise une finale nationale intitulée Eurovisionsschlagern svensk final 1961 (littéralement : « Finale suédoise pour l'Eurovision » en suédois), par la suite également référencée comme étant la 3e édition du Melodifestivalen, pour sélectionner la chanson et l'artiste représentant la Suède au Concours Eurovision de la chanson 1961,.
La sélection suédoise, présentée par Jeanette von Heidenstam (sv), a lieu le 6 février 1961 à Stockholm. Les chansons sont toutes interprétées en suédois, langue officielle de la Suède. Lors de la finale, chaque chanson est interprétée deux fois, la première avec un grand orchestre et la seconde avec un petit orchestre.
Siw Malmkvist participante à cette finale nationale, a déjà participé à l'Eurovision en représentant la Suède l'année précédente.
Lors de cette sélection, c'est la chanson April, april, avec initialement Siw Malmkvist comme l'interprète, qui fut choisie. Finalement c'est Lill-Babs qui a été choisie en interne pour interpréter April, april à l'Eurovision 1961,.

#### Finale
| Ordre | 1er interprète     | 2e interprète       | Chanson            | Traduction                | Points | Place |
| ----- | ------------------ | ------------------- | ------------------ | ------------------------- | ------ | ----- |
| 1     | Lars Lönndahl (en) | Lily Berglund (en)  | Spela på regnbågen | Joue sur l'arc-en-ciel    | 71     | 2     |
| 2     | Lily Berglund      | Lill-Babs           | Stockholm          | -                         | 57     | 5     |
| 3     | Lill-Babs          | Lars Lönndahl       | Vårvinter          | Printemps-hiver           | 71     | 2     |
| 4     | Siw Malmkvist      | Gunnar Wiklund (en) | April, april       | Avril, avril              | 78     | 1     |
| 5     | Gunnar Wiklund     | Siw Malmkvist       | Vår i hjärtat      | Le printemps dans le cœur | 58     | 4     |

## À l'Eurovision
Chaque pays avait un jury de dix personnes. Chaque membre du jury pouvait donner un point à sa chanson préférée.

### Points attribués par la Suède
| 4 points | Suisse                              |
| 2 points | Danemark                            |
| 1 point  | Allemagne Espagne France Luxembourg |

### Points attribués à la Suède
| 10 points | 9 points | 8 points | 7 points | 6 points |
| --------- | -------- | -------- | -------- | -------- |
|           |          |          |          |          |
| 5 points  | 4 points | 3 points | 2 points | 1 point  |
|           |          |          | - France |          |

Lill-Babs interprète April, april en 7e position, après les Pays-Bas et avant l'Allemagne. Au terme du vote final, la Suède termine 14e sur 16 pays, recevant 2 points, provenant du jury français.